# Grand Prix Belgie 2014
Grand Prix Belgie 2014 (oficiálně 2014 Formula 1 Shell Belgian Grand Prix) se jela na okruhu Circuit de Spa-Francorchamps ve Spa v Belgii dne 24. srpna 2014. Závod byl dvanáctým v pořadí v sezóně 2014 šampionátu Formule 1.

## Kvalifikace
| Poř.                       | No. | Jezdec            | Konstruktér             | Časy v kvalifikaci | Časy v kvalifikaci | Časy v kvalifikaci | Pořadí na startu |
| Poř.                       | No. | Jezdec            | Konstruktér             | Q1                 | Q2                 | Q3                 | Pořadí na startu |
| -------------------------- | --- | ----------------- | ----------------------- | ------------------ | ------------------ | ------------------ | ---------------- |
| 1                          | 6   | Nico Rosberg      | Mercedes                | 2:07.130           | 2:06.723           | 2:05.591           | 1                |
| 2                          | 44  | Lewis Hamilton    | Mercedes                | 2:07.280           | 2:06.609           | 2:05.819           | 2                |
| 3                          | 1   | Sebastian Vettel  | Red Bull Racing-Renault | 2:10.105           | 2:08.868           | 2:07.717           | 3                |
| 4                          | 14  | Fernando Alonso   | Ferrari                 | 2:10.197           | 2:08.450           | 2:07.786           | 4                |
| 5                          | 3   | Daniel Ricciardo  | Red Bull Racing-Renault | 2:10.089           | 2:08.989           | 2:07.911           | 5                |
| 6                          | 77  | Valtteri Bottas   | Williams-Mercedes       | 2:09.250           | 2:08.451           | 2:08.049           | 6                |
| 7                          | 20  | Kevin Magnussen   | McLaren-Mercedes        | 2:11.081           | 2:08.901           | 2:08.679           | 7                |
| 8                          | 7   | Kimi Räikkönen    | Ferrari                 | 2:09.885           | 2:08.646           | 2:08.780           | 8                |
| 9                          | 19  | Felipe Massa      | Williams-Mercedes       | 2:08.403           | 2:08.833           | 2:09.178           | 9                |
| 10                         | 22  | Jenson Button     | McLaren-Mercedes        | 2:10.529           | 2:09.272           | 2:09.776           | 10               |
| 11                         | 26  | Daniil Kvjat      | Toro Rosso-Renault      | 2:10.445           | 2:09.377           |                    | 11               |
| 12                         | 25  | Jean-Éric Vergne  | Toro Rosso-Renault      | 2:09.811           | 2:09.805           |                    | 12               |
| 13                         | 11  | Sergio Pérez      | Force India-Mercedes    | 2:10.666           | 2:10.084           |                    | 13               |
| 14                         | 99  | Adrian Sutil      | Sauber-Ferrari          | 2:11.051           | 2:10.238           |                    | 14               |
| 15                         | 8   | Romain Grosjean   | Lotus-Renault           | 2:10.898           | 2:11.087           |                    | 15               |
| 16                         | 17  | Jules Bianchi     | Marussia-Ferrari        | 2:11.051           | 2:12.470           |                    | 16               |
| 17                         | 13  | Pastor Maldonado  | Lotus-Renault           | 2:11.261           |                    |                    | 17               |
| 18                         | 27  | Nico Hülkenberg   | Force India-Mercedes    | 2:11.267           |                    |                    | 18               |
| 19                         | 4   | Max Chilton       | Marussia-Ferrari        | 2:12.566           |                    |                    | 19               |
| 20                         | 21  | Esteban Gutiérrez | Sauber-Ferrari          | 2:13.414           |                    |                    | 20               |
| 21                         | 45  | André Lotterer    | Caterham-Renault        | 2:13.469           |                    |                    | 21               |
| 22                         | 9   | Marcus Ericsson   | Caterham-Renault        | 2:14.438           |                    |                    | 22               |
| 107% času vítěze: 2:16.029 |     |                   |                         |                    |                    |                    |                  |
| Zdroj:                     |     |                   |                         |                    |                    |                    |                  |

## Závod
| Poř.   | No. | Jezdec            | Konstruktér             | Počet kol | Čas/Odstoupení      | Pořadí na startu | Body |
| ------ | --- | ----------------- | ----------------------- | --------- | ------------------- | ---------------- | ---- |
| 1      | 3   | Daniel Ricciardo  | Red Bull Racing-Renault | 44        | 1:24:36.556         | 5                | 25   |
| 2      | 6   | Nico Rosberg      | Mercedes                | 44        | +3.383              | 1                | 18   |
| 3      | 77  | Valtteri Bottas   | Williams-Mercedes       | 44        | +28.032             | 6                | 15   |
| 4      | 7   | Kimi Räikkönen    | Ferrari                 | 44        | +36.815             | 8                | 12   |
| 5      | 1   | Sebastian Vettel  | Red Bull Racing-Renault | 44        | +52.196             | 3                | 10   |
| 6      | 22  | Jenson Button     | McLaren-Mercedes        | 44        | +54.580             | 10               | 8    |
| 7      | 14  | Fernando Alonso   | Ferrari                 | 44        | +1:01.162           | 4                | 6    |
| 8      | 11  | Sergio Pérez      | Force India-Mercedes    | 44        | +1:04.293           | 13               | 4    |
| 9      | 26  | Daniil Kvjat      | Toro Rosso-Renault      | 44        | +1:05.347           | 11               | 2    |
| 10     | 27  | Nico Hülkenberg   | Force India-Mercedes    | 44        | +1:05.697           | 18               | 1    |
| 11     | 25  | Jean-Éric Vergne  | Toro Rosso-Renault      | 44        | +1:11.920           | 12               |      |
| 12     | 20  | Kevin Magnussen   | McLaren-Mercedes        | 44        | +1:14.262           | 7                |      |
| 13     | 19  | Felipe Massa      | Williams-Mercedes       | 44        | +1:15.975           | 9                |      |
| 14     | 99  | Adrian Sutil      | Sauber-Ferrari          | 44        | +1:22.447           | 14               |      |
| 15     | 21  | Esteban Gutiérrez | Sauber-Ferrari          | 44        | +1:30.825           | 20               |      |
| 16     | 4   | Max Chilton       | Marussia-Ferrari        | 43        | +1 kolo             | 19               |      |
| 17     | 9   | Marcus Ericsson   | Caterham-Renault        | 43        | +1 kolo             | 22               |      |
| 18     | 17  | Jules Bianchi     | Marussia-Ferrari        | 39        | Převodovka          | 16               |      |
| Ret    | 44  | Lewis Hamilton    | Mercedes                | 38        | Poškození po kolizi | 2                |      |
| Ret    | 8   | Romain Grosjean   | Lotus-Renault           | 33        | Pohonná jednotka    | 15               |      |
| Ret    | 45  | André Lotterer    | Caterham-Renault        | 1         | Elektronika         | 21               |      |
| Ret    | 13  | Pastor Maldonado  | Lotus-Renault           | 1         | Výfuk               | 17               |      |
| Zdroj: |     |                   |                         |           |                     |                  |      |

Poznámky
1. ↑  Kevin Magnussen obdržel trest přičtení 20 sekund k času v cíli za vytlačení Fernanda Alonsa mimo trať.

## Průběžné pořadí po závodě
Pohár jezdců
|  | Pořadí | Jezdec           | Body |
|  | ------ | ---------------- | ---- |
|  | 1      | Nico Rosberg     | 220  |
|  | 2      | Lewis Hamilton   | 191  |
|  | 3      | Daniel Ricciardo | 156  |
|  | 4      | Fernando Alonso  | 121  |
|  | 5      | Valtteri Bottas  | 110  |

Pohár konstruktérů
|   | Pořadí | Konstruktér             | Body |
| - | ------ | ----------------------- | ---- |
|   | 1      | Mercedes                | 411  |
|   | 2      | Red Bull Racing-Renault | 254  |
|   | 3      | Ferrari                 | 160  |
|   | 4      | Williams-Mercedes       | 150  |
| 1 | 5      | McLaren-Mercedes        | 105  |